# Lijst van beelden in Aalsmeer
Dit is een (onvolledige) chronologische lijst van beelden in Aalsmeer. Onder een beeld wordt hier verstaan elk driedimensionaal kunstwerk in de openbare ruimte van de Nederlandse gemeente Aalsmeer, waarbij beeld wordt gebruikt als verzamelbegrip voor sculpturen, standbeelden, installaties, gedenktekens en overige beeldhouwwerken.
Voor een volledig overzicht van de beschikbare afbeeldingen zie de categorie Beelden in Aalsmeer op Wikimedia Commons.
| Geplaatst | Omschrijving                                                | Kunstenaar                                              | Straat                                       | Plaats      | Materiaal          | Afbeelding |
| --------- | ----------------------------------------------------------- | ------------------------------------------------------- | -------------------------------------------- | ----------- | ------------------ | ---------- |
| 19e eeuw  | Wapen van Aalsmeer                                          | onbekend                                                | Dorpstraat, gevel Oude Raadhuis              | Aalsmeer    | natuursteen        |            |
| 1927      | Zaaier (hoeksteen, gevelsteen)                              |                                                         | Zijdstraat 55 (Doopsgezinde kerk)            | Aalsmeer    |                    |            |
| 1945      | Gedenksteen                                                 |                                                         | Raadhuisplein                                | Aalsmeer    |                    |            |
| 1959      | De vleugels                                                 | Ben Guntenaar                                           | Maarse en Kroonhof                           | Aalsmeer    |                    |            |
| 1962      | Flora                                                       | Teun Roosenburg                                         | Raadhuisplein                                | Aalsmeer    | brons              |            |
| 1962      | Wapen van Aalsmeer                                          | Jan Willem Rädecker                                     | Raadhuisplein, aan gevel Raadhuis            | Aalsmeer    | natuursteen        |            |
| 1962      | Sinds het gescheiden is / het water en het land ...         | Theo Kurpershoek, met gedicht van J.W. Schulte Nordholt | Raadhuisplein, bordes Raadhuis               | Aalsmeer    | natuursteen        |            |
| 1962      | Markering                                                   | Johannes Fake Berghoef                                  | Raadhuisplein, dak van Raadhuis              | Aalsmeer    |                    |            |
| 1968      | De Buitelaars                                               | Miep Maarse                                             | J.P. Thijsselaan                             | Aalsmeer    | beton              |            |
| 1973      | Nijlpaard                                                   | Miep Maarse                                             | Willem Alexanderstraat                       | Oosteinde   | brons              |            |
| 1977      | Spelende Nijlpaarden                                        | Miep Maarse                                             | Fuutlaan / IJsvogelstraat                    | Aalsmeer    | brons              |            |
| 1989      | Communicatie                                                | Aart Lamberts                                           | Dorpsstraat                                  | Aalsmeer    | brons              |            |
| 1990      | De Paardendief                                              | Leo van den Bos                                         | Zijdstraat / Molenplein                      | Aalsmeer    | brons              |            |
| 1990      | Zittende figuur                                             | Veldhoen, beeldhouwer                                   | Van Cleeffkade 16 (Endemol studio)           | Aalsmeer    |                    |            |
| 1993      | Omhelzing                                                   | Maja van Hall                                           | Kanaalstraat                                 | Aalsmeer    | brons              |            |
| 1994      | Zuil (fontein)                                              | Jan Snoeck                                              | Zwarteweg bij 77 (brandweerkazerne)          | Aalsmeer    | keramiek           |            |
| 1995      | Viering                                                     | Dicky Brand                                             | Weteringplantsoen                            | Aalsmeer    | staal              |            |
| 1997      | Een groot echt beeld voor Aalsmeer                          | Johan Wagenaar                                          | Van Swietenstraat                            | Kudelstaart | brons en haagbeuk  |            |
| 1997      | Liggende bloem                                              | Barbara Nanning                                         | Legmeerdijk / Hornmeerpark                   | Aalsmeer    | keramiek           |            |
| 1997      | Veulen                                                      | Jan Vermaat                                             | Seringenpark                                 | Aalsmeer    | beton              |            |
| 1997      | Heksenkring                                                 | Leerlingen Florens college                              | Stommeerweg                                  | Aalsmeer    |                    |            |
| 2001      | I for I                                                     | Michael Jacklin                                         | Stokkeland                                   | Aalsmeer    | staal              |            |
| 2001      | Eurydice                                                    | Tine van de Weyer                                       | Stokkeland                                   | Aalsmeer    | brons              |            |
| 2001      | Zuil                                                        | Cyril Lixenberg                                         | Stokkeland                                   | Aalsmeer    | staal              |            |
| 2001      | Leeg middelpunt                                             | Anjeliek Blaauw                                         | Stokkeland                                   | Aalsmeer    | beton              |            |
| 2001      | Het andere land                                             | Hank Beelenkamp                                         | Fortbocht                                    | Kudelstaart | Belgisch hardsteen |            |
| 2002      | Wereldbloem                                                 | Huub en Adelheid Kortekaas                              | bij Bloemenveiling Aalsmeer                  | Aalsmeer    | cortenstaal        |            |
| 2002      | zonder titel                                                | Peer Veneman                                            | Seringenpark                                 | Aalsmeer    |                    |            |
| 2006      | Aalscholver                                                 | Wessel Bezemer                                          | Herenweg/Loswal                              | Kudelstaart | brons              |            |
| 2006/2007 | Grote vissen                                                | Wessel Bezemer                                          | Einsteinstraat                               | Kudelstaart |                    |            |
| 2006/2007 | Veulen                                                      | Wessel Bezemer                                          | Kudelstaartseweg                             | Kudelstaart | brons              |            |
| 2007      | Steltlopers                                                 | Herman Lamers                                           | Boomgaard                                    | Oosteinde   | brons of aluminium |            |
| 2007      | Drie figuren                                                | Hewald Jongenelis & Sylvie Zijlmans                     | Vlinderweg                                   | Aalsmeer    |                    |            |
| 2008      | Mikado stokje (gevelkunst)                                  |                                                         | Catharina-Amalialaan 66                      | Aalsmeer    |                    |            |
| 2008      | De vrolijke totempaal                                       | Ina de Lizer                                            | Hortensialaan 55A (Ons Tweede Thuis)         | Aalsmeer    |                    |            |
| 2009      | Rozenplein (vijf grote rode rozen en een opengeslagen boek) | Iris le Rütte                                           | Koningsstraat                                | Aalsmeer    |                    |            |
| 2010      | Giraffe                                                     | Miep Maarse                                             | Maarse en Kroonhof                           | Aalsmeer    |                    |            |
| 2010      | Aaisikersfjild (Eierzoekersveld)                            | Gerard A. Groenewoud en Tilly A. Buij                   | G. den Hertoglaan / H. Buismanlaan           | Aalsmeer    |                    |            |
| 2013      | Kroningsdeksel Willem-Alexander en Máxima(putdeksel)        | Paul Bausch Aquafix Milieu B.V.                         | Raadhuisplein                                | Aalsmeer    |                    |            |
| 2025      | Reuzenbol                                                   | Lisette Hogewoning                                      | Legmeerdijk 313                              | Aalsmeer    |                    |            |
|           | Mijmerbank (een Social Sofa)                                | Anneke Harting                                          | Kanaalstraat, aan Ringvaart                  | Aalsmeer    |                    |            |
|           | 'Short Stirling-monument'                                   |                                                         |                                              | Kudelstaart |                    |            |
|           | onbekend                                                    |                                                         | J.P.Thijsselaan                              | Aalsmeer    |                    |            |
|           | Pegasus                                                     |                                                         | Dorpsstraat, oude Raadhuis                   | Aalsmeer    |                    |            |
|           | onbekend                                                    |                                                         | 1e J.C. Mensinglaan 40                       |             |                    |            |
|           | Stenen zuil, Jongen met vogel, bloem en dieren              |                                                         | Catharina-Amalialaan 66a (obs De Zuidooster) |             |                    |            |
|           | Uil                                                         |                                                         | Raadhuisplein                                |             | hout               |            |